# Vauxhall and I
Vauxhall and I è il quarto album in studio del cantante inglese Morrissey.
Pubblicato il 14 marzo 1994 dalla Parlophone in Inghilterra e dalla EMI in Italia, il disco raggiunse (per la seconda volta, dopo Viva Hate, nella sua carriera solista) la prima posizione della Official Albums Chart.
Venne anche inserito al numero tre, nella classifica dei migliori dieci album del 1994, stilata dalla rivista inglese Q Magazine.

## Realizzazione
Il disco riflette il corso che la vita di Morrissey ha preso in quel periodo e vede la luce poco dopo la tragica e improvvisa perdita di tre persone a lui vicine, Mick Ronson (produttore), Tim Broad (regista di alcuni dei suoi video) e Nigel Thomas (suo manager). La sensazione del cantante è quella di vivere una dicotomia per quello che potrebbe essere, al tempo stesso, il suo ultimo album, ma anche il migliore e difficilmente ripetibile in futuro. Una miscela di ballads acustiche e di brani più spiccatamente indie rock, per un disco comunque introspettivo, riflesso di un suo stato d'animo cupo ed emotivo.
In un'intervista del 1995 pubblicata dalla rivista francese Les Inrockuptibles, Morrissey dichiarò che "i testi di Vauxhall sono terribilmente introspettivi, che non è certamente una cosa nuova per me. Questo disco non era altro che un altro viaggio interiore. Mai prima di questo disco avevo conosciuto questa sensazione di appagamento verso un album in cui nessun brano va fuori sintonia ed ogni titolo è perfettamente riuscito. È stata un'emozione nuova e terribilmente eccitante. Anche su Your Arsenal - che mi è piaciuto - c'erano una o due tracce deboli. Vauxhall si inserisce nella mia idea di perfezione. Non ho potuto fare meglio."
Il primo singolo estratto dall'album, The More You Ignore Me, the Closer I Get, divenne l'unica canzone di Morrissey (e degli Smiths) a raggiungere il successo nella classifica degli Stati Uniti, assestandosi alla posizione numero 46 nella Billboard Hot 100. Nel Regno Unito, la canzone divenne l'unico singolo di Morrissey ad entrare nella la top ten (al numero 8) della Official Singles Chart negli anni Novanta.

## Copertina e titolo
La copertina ritrae un primo piano di Morrissey, fotografato da Dean Freeman.
Il titolo sembra essere un riferimento al film Shakespeare a colazione (Withnail and I), debutto alla regia dell'inglese Bruce Robinson nel 1986. Vauxhall è un quartiere della zona sud di Londra (e anche di Liverpool) nota per i suoi club gay, ma anche il nome di una casa automobilistica britannica.
In un'intervista pubblicata nel 1994 dalla rivista Select, Morrissey ha dichiarato che il titolo dell'album era "un riferimento a una certa persona che conosco e che è viva e vegeta a Vauxhall".

## 20º Anniversario
Il 20 giugno del 2014, la Parlophone, per celebrare il 20º anniversario dall'uscita originale, ha pubblicato una riedizione rimasterizzata dell'album in versione doppio CD, vinile e download digitale. La versione CD comprende 14 bonus tracks registrate dal vivo, al Theatre Royal Drury Lane di Londra, il 26 febbraio del 1995. Il disco raggiunse la posizione numero 63 nella Official Albums Chart.

## Tracce
1. Now My Heart Is Full – 4:57
2. Spring-Heeled Jim – 3:47
3. Billy Budd – 2:08
4. Hold On to Your Friends – 4:02
5. The More You Ignore Me, the Closer I Get – 3:44
6. Why Don't You Find Out for Yourself – 3:20
7. I Am Hated for Loving – 3:41
8. Lifeguard Sleeping, Girl Drowning – 3:42
9. Used to Be a Sweet Boy – 2:49
10. The Lazy Sunbathers – 3:08
11. Speedway – 4:30

CD bonus nella riedizione 20º anniversario
1. Billy Budd (live)
2. Have-A-Go Merchant (live)
3. Spring-Heeled Jim (live)
4. London (live)
5. You're The One For Me Fatty (live)
6. Boxers (live)
7. Jack The Ripper (live)
8. We'll Let You Know (live)
9. Whatever Happens I Love You (live)
10. Why Don't You Find Out For Yourself (live)
11. The More You Ignore Me the Closer I Get (live)
12. National Front Disco (live)
13. Moonriver (live)
14. Now My Heart Is Full (live)

## Formazione
- Morrissey – voce
- Alain Whyte – chitarra, voce
- Boz Boorer – clarinetto, chitarra
- Jonny Bridgewood – basso
- Woodie Taylor – batteria